# Renée Canavaggia
Pour les articles homonymes, voir Canavaggia (homonymie).
Renée Canavaggia, née à Castelsarrasin le 9 mai 1902 et morte à Paris 13e le 26 décembre 1996, est une astrophysicienne française.

## Biographie
Renée Canavaggia est d'origine corse, fille du magistrat Jérôme Canavaggio et de Louise Patry, limougeotte. Elle grandit dans une fratrie de trois filles, Marie Canavaggia, l’ainée, Jeanne Laganne, la cadette et Renée, la benjamine qui toutes auront des carrières remarquables.
Elle fait des études de philosophie à l'Université de Montpellier puis vient avec sa sœur Marie à Paris où elles s'installent dans les immeubles du square de Port-Royal. Elle oriente alors ses études vers les mathématiques puis au début 1930 devient stagiaire à l'Observatoire de Paris. Elle travaille alors avec l'astronome Henri Mineur sur les méthodes numériques et la classification stellaire avec Daniel Barbier et Daniel Chalonge. Elle devient, de 1936 et 1940, cheffe de travaux au Bureau de la statistique stellaire de l'Institut d'astrophysique de Paris (qui sera rattaché au futur CNRS), puis intègre le Service de la carte du ciel entre 1943 et 1945.

### Publications grand public
- Les Étoiles : de H.-S. Zim et R.-H. Baker, avec la collaboration de R. Renée Canavaggia. Illustrations de J.-G. Irving.  Traduit de l'anglais par Renée Canavaggia (1961 Éditions des Deux coqs d'or)
- Astronomie pour garçons et filles par Rose W. Wyler et G. Ames. Traduit de l'anglais par Renée Canavaggia. Préface d'André Danjon. Illustrations de J. Polgreen (1956 éditions Cocorico)
- Pratique pour fabriquer scènes et machines de théâtre  de Nicola Sabbattini. Traduction de Mlles Marie et Renée Canavaggia et M. Louis Jouvet. Introduction de Louis Jouvet (1942- 1977)
- Astronomie pour garçons et filles par Rose W. Wyler et G. Ames. Traduit de l'anglais par Renée Canavaggia. Illustrations de J. Polgreen (1959 1963 1971 Éditions des Deux coqs d'or)
- Étoiles (Le Petit guide) de H.-S. Zim et R.-H. Baker, Renée Canavaggia, et Jacques Regnault (1973 1977 éditions Hachette).
- « Céline au travail ». Relecture et correction d1un extrait de « Nord » par l’auteur en 1960. Enregistrement sonore inédit, réalisé par Renée Canavaggia, sœur de Marie Canavaggia secrétaire de L.-F. Céline. publié sous forme de DVD dans ‘Les grands entretiens de Louis-Ferdinand Céline’
- Étoiles : Guide des constellations, du soleil, de la lune, des planètes et de tous les autres éléments du monde céleste de  Herbert S. Zim et Robert H. Baker. Illustré par James Gordon Irving. Adaptation française de R. Renée Canavaggia et J. Jacques Regnault (1963)

### Publications scientifiques
- Ephéméride de Pluton et position des étoiles voisines du 15 août au 19 novembre 1930 de Renée Canavaggia (1930)
- Théorie de l'émission de la lumière des nébuleuses de Herman Zanstra et Renée Canavaggia. Traduit de l'anglais par Renée Canavaggia (1936)
- Étude du spectre continu de quelques étoiles entre 3100 et 4600 angstrœms de Renée Canavaggia (1936)
- Variation de la répartition de l'énergie dans le spectre de @ Gemi, discontinuité de Balmer de @ U Min de Renée Canavaggia (1947)
- Étude du rayonnement continu de quelques étoiles entre 3100 et 4600 angstrœms -V : nouvelles mesures de  D et Gamma1 de Barbier, Challonge et Canavaggia
- Sur la variation de la pression électronique et de la gravité de @ Cephei avec la phase  de Renée Canavaggia (1948)
- Thèse présentée à la Faculté des sciences de l'Université de Paris pour obtenir le grade de docteur ès sciences physiques par Renée Canavaggia. Variation de la discontinuité de Balmer chez Delta Cephei, État Aquilae et Zeta Geminorum de Renée Canavaggia (1949)
- Sur une méthode d'étude des propriétés absorbantes des atmosphères stellaires  de Renée Canavaggia, Daniel Chalonge, et Vladimir Kourganoff (1949)
- The spectrum of Nova Scuti de Vladimir Kourganoff, Renée Canavaggia et G. Munch (1949)
- Occultations observées à l’observatoire de Paris de Renée Canavaggia (1949)
- La Discontinuité de Balmer de HD 190 073 de M. Jacques Berger, Mlle Renée Canavaggia et M. Daniel Chalonge de Jacques Berger, Renée Canavaggia, et Daniel Chalonge (1950)
- Étude spectrophotométrique de quelques sous-naines de M. Jacques Berger, Mlle Renée Canavaggia, M. Daniel Chalonge et Mlle Anne-Marie Fringant (1951)
- Étude du rayonnement continu de quelques étoiles entre 3 100 et 4 600 A : . 5. Nouvelles mesures de D. et @ de Daniel Barbier, Daniel Chalonge, et Renée Canavaggia (1951)
- La Discontinuité de Balmer de quelques étoiles à atmosphère étendue de M. Jacques Berger, Mlle Renée Canavaggia, M. Daniel Chalonge et Mlle Anne-Marie Frangant (1951)
- Recherches sur le spectre continu du soleil   II. Nouvelles données d'observation de Renée Canavaggia et Daniel Chalonge (1951)
- Variation de la discontinuité de Balmer chez @ Cephei, @ Aquilae, @ Geminorum de Renée Canavaggia (1951)
- Recherches sur le spectre continu du soleil III. Spectre continu du centre du disque entre 3 200 et 5 000 A de Hélène Oziol-Peltey, Renée Canavaggia, Daniel Chalonge, et Madeleine Egger-Moreau (1951)
- Variation de la température effective et du rayon d'une céphéide  par Mlle Renée Canavaggia et M. Jean-Claude Pecker (1952)
- Les Géantes jaunes : . I. Modèles d'atmosphères de Renée Canavaggia et Jean-Claude Pecker (1953)
- Les Géants jaunes : . II. Spectres continus de Renée Canavaggia et Jean-Claude Pecker (1953)
- Les Céphéides : rougissement relatifs donnés par photométrie en six couleurs ; contrôle de la variation des rayons de Renée Canavaggia (1955)
- Contributions : De l'Institut d'astrophysique de Paris. Série B de Renée Canavaggia et Institut d'astrophysique de Paris. (1955)
- Sur le rayonnement des Céphéides de Renée Canavaggia et Jean Claude Pecker (1955)
- Les Céphéides de Renée Canavaggia (1957)
- Les Céphéides. Le décalage des extrema de lumière et la variation du rayon de Renée Canavaggia et Jean Claude Pecker (1957)
- Effet de l’absorption interstellaire sur les magnitudes hétérochromes : interprétation qualitative de Renée Canavaggia (1959)
- Les Céphéides et les RR Lyraee, indicateurs de distance de Renée Canavaggia (1964)
- Observation en six couleurs d’étoiles f, g et k analysées du point de vue des effets du rougissement interstellaire et de la composition chimique de Renée Canavaggia (1966)
- Critères photométriques de population stellaire, tiré de la photométrie de l’observatoire Lick de Renée Canavaggia (1967)
- The color excess scale of the longer period Cepheids - a discussion de Renée Canavaggia  P. Mianes, J. Rousseau (1975)
- The Colors excess scale and intrinsic colors properties of the longer period Cepheids de Renée Canavaggia  P. Mianes, J. Rousseau (1976)
- Dual aspect of the wavelength-dependent fluctuation of epsilon Aurigae de Renée Canavaggia (1980)